# 日本テレビ系列朝の情報番組枠
日本テレビ系列朝の情報番組枠（にほんテレビけいれつあさのじょうほうばんぐみわく）は、日本テレビをはじめとするNNN系列で、毎日朝に放送されている情報番組の一覧のことである。平日は2023年4月以降『ZIP!』が、土曜日は2025年4月以降、日曜日は2011年4月以降『シューイチ』が該当する。

## 各番組の歴史
日本テレビでは、長きに渡って朝のニュースと子供番組『おはよう!こどもショー』が続いていたが、1977年4月に開始した『NNNおはよう!ニュースワイド』は、特集や地方話題をニュース内で放送する画期的な番組だった。そして1979年3月、『こどもショー』の平日放送を廃止し、代わって『ズームイン!!朝!』を開始。一躍人気番組と化し、以後関東民放の朝の番組を子供番組から情報番組へと変貌させた。
そして1983年5月から、『ズームイン!!』直前の6時枠にもう一つの情報番組『ルンルンあさ6生情報』を開始。こちらも人気番組となる。そして途中で『ジパングあさ6』にリニューアルし、一時は『ズームイン!!』の視聴率を超えたこともあった。2001年10月からはこの2番組を統合した『ズームイン!!SUPER』に変わる。
2011年4月から『SUPER』の後身番組『ZIP!』がスタート。2023年4月改編で直後の平日ワイドショー枠との編成見直しで9時までに拡大された。2024年10月改編で3部構成となり、第1部（5:50 - 6:54）をローカルセールス化、第2部（6:54 - 7:55）についても一部時間枠をローカル差し替え対応とする。

### 土曜日
1996年4月には、土曜のニュース番組と7時台の情報番組を統合した『ズームイン!!』の土曜版『ズームイン!!サタデー』が開始。2011年3月までは週6日が『ズームイン!!』だった。
2025年3月で『ズームイン!!サタデー』が終了。同年4月からは日曜日に放送されている『シューイチ』が土曜に進出。読売テレビ制作土曜朝のワイドショー枠を昼に移動する形で当該時間帯を吸収し、3時間半に枠拡大した。

### 日曜日
『遠くへ行きたい』を始めとした30分番組が多かった日曜日で、1989年10月に中村敦夫をキャスターとした『中村敦夫のザ・サンデー』が開始したが、当初は振るわなかった。そこで1992年10月に『ズームイン!!』の初代総合司会・徳光和夫を起用した『The・サンデー』にリニューアルしてようやくヒット。以後2011年3月まで『The・サンデー』シリーズが続いていたが、同年4月より『シューイチ』がスタートした。

### 祝日・年末年始
2010年頃から平日と祝日が合致した場合、早朝番組（2006年〜『Oha!4 NEWS LIVE』）が休止になるのに合わせて当枠も6:30スタートに短縮させる傾向がみられる。その場合、内包されるネットワークニュース（『NNNニュースSUPER』→『NNNニュースZIP!』）はスライドされる。
年末年始については2010年までは『ズームイン!!』を大晦日まで放送、元日は『ズームイン!!』の新春特番だった。2011年以降は大晦日までのおよそ3-4日間は朝の情報番組の放送を休止、それに伴い朝のニュース枠も放送休止している。2019年以降の元日は『シューイチ』の新春特番になっている。

## 主な番組

### 平日・6時台
- ルンルンあさ6生情報（1983年5月9日 - 1992年3月27日）
- ジパングあさ6（1992年3月30日 - 2001年9月28日） - 報道番組枠を統合。
- ズームイン!!シリーズ
  - ズームイン!!SUPER（2001年10月1日 - 2011年3月31日） - 7時台枠を統合。
  - ZIP![1]（2011年4月1日 - ）

### 平日・7時台
- NNNおはよう!ニュースワイド（1977年4月4日 - 1979年3月2日） - 報道番組枠の中で特集や地方の話題などを放送。
- ズームイン!!シリーズ
  - ズームイン!!朝!（1979年3月5日 - 2001年9月28日）
  - ズームイン!!SUPER（2001年10月1日 - 2011年3月31日） - 6時台枠・報道番組枠を統合。
  - ZIP!（2011年4月1日 - ） - 2023年4月以降は8時台枠まで放送時間を拡大。

### 平日・8時台
- おはよう!こどもショー（1965年11月8日 - 1979年3月2日）
- ルックルックこんにちは（1979年4月2日 - 2001年3月30日）
- レッツ!（2001年4月2日 - 2002年3月29日）
- ザ!情報ツウ（2002年4月1日 - 2006年3月31日）
- スッキリ（2006年4月3日 - 2023年3月31日）
- ZIP!（2023年4月3日 - ） - 2023年4月以降は8時台枠まで放送時間を拡大。

### 土曜日
- ズームイン!!サタデー（1996年4月6日 - 2025年3月29日）[2]
- シューイチ（2025年4月5日 - ）[3]

### 日曜日
- ザ・サンデーシリーズ（1989年10月1日 - 2011年3月27日）
  - 中村敦夫のザ・サンデー（1989年10月1日 - 1992年9月27日）
  - ザ・サンデー（1992年10月4日 - 1996年3月31日）
  - THE・サンデー+30（1996年4月7日 - 1999年9月26日）
  - THE・サンデー（1999年10月3日 - 2008年9月28日）
  - TheサンデーNEXT（2008年10月5日 - 2011年3月27日）
- シューイチ（2011年4月3日 - ）

### 番組の移り変わり
| 期間      | 期間      | 平日                | 平日                       | 平日                   | 土曜日                                        | 日曜日                 |
| 期間      | 期間      | 6時台               | 7時台                      | 8時台                  | 土曜日                                        | 日曜日                 |
| --------- | --------- | ------------------- | -------------------------- | ---------------------- | --------------------------------------------- | ---------------------- |
| 1965.11.8 | 1977.4.1  | （なし）            | （なし）                   | おはよう!こどもショー  | （なし）                                      | （なし）               |
| 1977.4.4  | 1979.3.2  | （なし）            | NNNおはよう!ニュースワイド | おはよう!こどもショー  | （なし）                                      | （なし）               |
| 1979.3.5  | 1979.3.30 | （なし）            | ズームイン!!朝!            | （なし）               | （なし）                                      | （なし）               |
| 1979.4.2  | 1983.5.6  | （なし）            | ズームイン!!朝!            | ルックルックこんにちは | （なし）                                      | （なし）               |
| 1983.5.9  | 1989.9.22 | ルンルンあさ6生情報 | ズームイン!!朝!            | ルックルックこんにちは | （なし）                                      | （なし）               |
| 1989.9.25 | 1992.3.29 | ルンルンあさ6生情報 | ズームイン!!朝!            | ルックルックこんにちは | （なし）                                      | 中村敦夫のザ・サンデー |
| 1992.3.30 | 1992.9.27 | ジパングあさ6       | ズームイン!!朝!            | ルックルックこんにちは | （なし）                                      | 中村敦夫のザ・サンデー |
| 1992.9.28 | 1996.3.31 | ジパングあさ6       | ズームイン!!朝!            | ルックルックこんにちは | （なし）                                      | ザ・サンデー           |
| 1996.4.1  | 1999.9.26 | ジパングあさ6       | ズームイン!!朝!            | ルックルックこんにちは | ズームイン!!サタデー→ズムサタ ZOOM IN SATADAY | THE・サンデー+30       |
| 1999.9.27 | 2001.4.1  | ジパングあさ6       | ズームイン!!朝!            | ルックルックこんにちは | ズームイン!!サタデー→ズムサタ ZOOM IN SATADAY | THE・サンデー          |
| 2001.4.2  | 2001.9.30 | ジパングあさ6       | ズームイン!!朝!            | レッツ!                | ズームイン!!サタデー→ズムサタ ZOOM IN SATADAY | THE・サンデー          |
| 2001.10.1 | 2002.3.31 | ズームイン!!SUPER   | ズームイン!!SUPER          | レッツ!                | ズームイン!!サタデー→ズムサタ ZOOM IN SATADAY | THE・サンデー          |
| 2002.4.1  | 2006.4.2  | ズームイン!!SUPER   | ズームイン!!SUPER          | ザ!情報ツウ            | ズームイン!!サタデー→ズムサタ ZOOM IN SATADAY | THE・サンデー          |
| 2006.4.3  | 2008.9.28 | ズームイン!!SUPER   | ズームイン!!SUPER          | スッキリ               | ズームイン!!サタデー→ズムサタ ZOOM IN SATADAY | THE・サンデー          |
| 2008.9.29 | 2011.3.31 | ズームイン!!SUPER   | ズームイン!!SUPER          | スッキリ               | ズームイン!!サタデー→ズムサタ ZOOM IN SATADAY | TheサンデーNEXT        |
| 2011.4.1  | 2023.4.2  | ZIP!                | ZIP!                       | スッキリ               | ズームイン!!サタデー→ズムサタ ZOOM IN SATADAY | シューイチ             |
| 2023.4.3  | 2025.3.29 | ZIP!                | ZIP!                       | ZIP!                   | ズームイン!!サタデー→ズムサタ ZOOM IN SATADAY | シューイチ             |
| 2025.3.30 | 現在      | ZIP!                | ZIP!                       | ZIP!                   | シューイチ                                    | シューイチ             |

## 系列局の独自制作番組
大都市圏の系列局で設立・構成された読売中京FSホールディングス（FYCS）の子会社4局（後述）をはじめ一部系列局では独自制作のローカルワイド番組を制作している局が存在する。2024年10月改編で『ZIP!』第1部をローカルセールス化することによりFYCS子会社4局を中心にローカルワイド番組を拡大・再参入するケースもある。特記以外は平日の放送。
◆マークは NNNニュースを内包
◇マークは『ズームイン!!SUPER』『ZIP!』枠内で同一出演者による差し替えパート（実質コンプレックス形式）あり。
現在

### 読売中京FSホールディングス

#### 札幌テレビ
一部に早朝番組枠も含む。
- 淳子の目覚時計（1989年10月 - 1990年3月）◆
- 朝6生ワイド〜北海道あさ一番〜（1990年4月2日 - 2011年3月25日）◆◇
- どさんこワイド朝（2011年3月28日 - ） ◆◇
  - ZIP!北海道（2024年10月1日 - ） - 『ZIP!』内インサート番組

#### 中京テレビ
一部に早朝番組枠も含む。
- おはようテレワッサン（1985年4月1日 - 1994年4月1日）◆
- おめざめワイド（1994年4月4日 - 2009年3月27日）◆◇
- おはZIP!（2011年4月1日 - 2012年3月16日）
- ZIP!CHUKYO（2023年4月3日 - 2024年9月30日） - 『ZIP!』内インサート番組
- あさドレ♪（2024年10月1日 - ）◆

#### 読売テレビ
一部に早朝番組枠も含む。
- お天気ワイドショー（1983年頃）
- 元気いっぱい6時です（1984年頃）
- 朝のニュース&スポーツ（1987年 - 1989年）
- ニュースBOX朝一番!（1989年 - 1991年3月）
- おはようニュースマガジン（1991年4月 - 1993年9月）◆
- 元気モンTV（1998年3月23日 - 2000年6月30日）◆
- あさイチ!（2000年7月3日 - 2005年8月31日）◆
- はやおきNEWS ゲツキン!（2005年9月1日 - 2006年6月30日）◆
- す・またん!（2010年3月29日 - ）◆◇

#### 福岡放送
一部に早朝番組枠も含む。
- 朝一番!OKINKA-TV（1986年3月 - 1993年4月）◆
- ジパングあさ6 OKINKA-TV（1993年4月 - 1994年4月1日）◆
- はやおきだいすき!+ジパング（1997年6月30日 - 1998年3月27日）◆
- 朝ドキッ!九州（1998年4月 - 2007年9月）◆
- バリはやッ!（2015年9月28日 - ）◆◇

### 山口放送
一部に早朝番組枠も含む。
- KRYさわやかモーニング（1992年3月30日 - ）◆

### 四国放送
- おはようとくしま（1971年4月3日 - 2010年3月26日）
- あさ630（1993年4月5日 - 2010年3月26日）
- おはようとくしま プラス（2010年3月29日 - 2011年3月31日）
- ZIP!とくしま（2024年10月1日 - ）

過去

### 青森放送
- RABニュースレーダー（1970年4月1日 - 1977年4月1日）- 1977年4月以降は夕方に移動。

### 宮城テレビ
- あッ!晴れテレビ（1998年10月5日 - 2004年3月26日）◆

### 山形放送
- 朝一番!YBCニュース（1987年9月28日 - 1993年3月31日）◆ [4]
- YBCジパングあさ6（1993年4月1日 - 2001年9月28日）◆

### 北日本放送
- おはようKNBです（1977年10月 - 1992年3月）- 1979年4月以降は『ズームイン!!朝!』内インサート番組。
- 朝6のってるワイド（1992年3月- 1995年9月）◆

### テレビ金沢
- おはよう朝6（1990年4月2日 - 1992年3月27日）

### 福井放送
- あさ一番おはようふくい（1986年10月 - 1992年3月27日）

### 山梨放送
一部に早朝番組枠も含む。
- 山梨の朝（1992年3月30日 - 2002年3月29日）◆

### 静岡第一テレビ
- あさチャン!!（1998年3月30日 - 2001年9月28日）◆